# مغار (تل أبيض)
مغار قرية تابعة لمحافظة الرقة في ناحية عين عيسى.